# Kurajs-törzs
A Kurajs-törzs volt Ábrahám leszármazottai közül az egyik legerősebb törzs. Időszámításunk után körülbelül négyszáz évvel a Kurajs-törzs egyik tagja, Kuszaj, feleségül vette Hulail, a Khuzaa törzs vezetőjének lányát. Hulail nagyon szerette vejét, talán saját fiánál is jobban, mivel Kuszaj korának legkiemelkedőbb emberei közé tartozott. Miután Hulail meghalt, harc robbant ki a törzsek között. A harc egyezséggel végződött, amelynek értelmében Kuszaj lett Mekka ura és a Kába szentély őrzője.
Kuszaj a völgyben, a Szentély közelében letelepítette a Kurajs-törzsből a legközelebbi rokonait. Ők és leszármazottaik a völgybéli Kurajs-törzs néven, távolabbi rokonai pedig, akik a környező hegyekben és síkságokon telepedtek le a külső Kurajs-törzs néven váltak ismertté.